# Elizabeth Haffenden
Elizabeth Haffenden (Croydon, Regne Unit 1906 - Londres 1976) fou una dissenyadora de vestuari britànica, guanyadora de dos premis Oscar.

## Biografia
Va néixer el 18 d'abril de 1906 a Croydon, població situada al comtat de Surrey prop de la ciutat de Londres, que en aquells moments formava part del Regne Unit de la Gran Bretanya i Irlanda i avui dia del Regne Unit de la Gran Bretanya i Irlanda del Nord.
Va morir el 29 de maig de 1976 a la ciutat de Londres, capital del Regne Unit.

## Carrera artística
Després d'assitir a la Croydon School of Art i London's Royal College of Art inicià la seva carrera artística a la dècada del 1930. Al llarg de la seva carrera treballà, entre d'altres, amb John Huston a Heaven Knows, Mr. Allison (1957); William Wyler a Ben-Hur (1959) pel qual aconseguí el seu primer Oscar a millor vestuari; Fred Zinnemann a Tres vides errants (1960) i Un home per a l'eternitat (1966), pel qual aconseguí el seu segon Oscar; Ken Hughes a Chitty Chitty Bang Bang (1968) o Norman Jewison a El violinista a la teulada (1971).

## Premis i nominacions

### Premis Oscar
| Any  | Categoria               | Pel·lícula                        | Resultat  |
| ---- | ----------------------- | --------------------------------- | --------- |
| 1959 | Millor vestuari - Color | Ben-Hur juntament amb Joan Bridge | Guanyador |
| 1966 | Millor vestuari - Color | Un home per a l'eternitat         | Guanyador |

### Premis BAFTA
| Any  | Categoria       | Pel·lícula                                                        | Resultat  |
| ---- | --------------- | ----------------------------------------------------------------- | --------- |
| 1965 | Millor vestuari | The Amorous Adventures of Moll Flanders juntament amb Joan Bridge | Nominat   |
| 1966 | Millor vestuari | Un home per a l'eternitat juntament amb Joan Bridge               | Guanyador |
| 1966 | Millor vestuari | Half a Sixpence juntament amb Joan Bridge                         | Nominat   |